# チャンス (2010年のテレビドラマ)
『チャンス』は、2010年8月28日から10月2日までNHK総合テレビ「土曜ドラマ」枠で放送された連続テレビドラマ。2010年度JRA賞馬事文化賞受賞。

## 概要
証券会社で働いていたOL・沙矢子（藤原紀香）は株取引の失敗でどん底に追い詰められていた。そんな中、冬の北海道で競走馬「ハルコ」とその仔の「チャンス」に出会い、不幸のどん底からの逆襲を誓う。
そんな中、日本の金融界の支配を目論もうと、藤本（市川亀治郎）が立ちはだかり、株取引で沙矢子のライバルとしてしのぎを削る。競馬と金融の全く違う世界での戦いと、絶望から這い上がる沙矢子の再起を描く人間ドラマである。
新聞記者だった小林慧が自らの経済と競馬への造詣と愛情をこめて描いた同名小説を原作とした作品である。また収録に際して日本中央競馬会、ホッカイドウ競馬が全面協賛し、競馬場でのレース収録、JRAやホッカイドウ競馬の騎手・調教師、北海道の市民がエキストラで参加するなど、競馬界をあげての総協力体制で撮影が行われた。
キャッチコピーは「折れない心、チャンスはあなたを見放さない。」。

## おもなキャスト
- 藍田沙矢子 - 藤原紀香

鳳証券会社に勤めるOL。
- 藤本建治 - 市川亀治郎

投資ファンドの代表。時代の寵児となった投資家だが、裏では市場操作を行うなど手段を選ばない。
- 寺山俊太 - 大地康雄

北海道の競走馬生産牧場主。
- 阪上由起夫 - 大高洋夫

調教師。
- 木暮淳 - 堀部圭亮

沙矢子の同級生。バーのマスターでゲイ。
- 寺山日出子 - 宮下順子

俊太の妻。
- 桜田時生 - 瀬川亮

中央競馬を目指す若手騎手。
- 江藤卓巳 - 滝藤賢一

藤本の秘書。
- 三津井隆 - 浅野和之

沙矢子の上司。鳳証券の役員。
- 山田忠彦 - 升毅

沙矢子の元上司。鳳証券の営業部長。
- 堀秀彦 - 小野寺昭

沙矢子の顧客。
- 堀耀子 - 泉晶子

堀の妻。
- 御園隆子 - 加賀まりこ

木暮のバーに通うカメラマン。
- 木山仙次郎 - 宇津井健

中央競馬のベテラン調教師。
- チャンス - ギルデッドエージほか[6]

牝馬。
- ハルコ - ホセカレーラス[7]、ゴールドラッシュ[8]

沙矢子が買い取った繁殖牝馬。チャンスを出産後に死ぬ。
最終回ゲスト出演
- JRA所属騎手（いずれも本人役）
  - 内田博幸
  - 柴田善臣
  - 田中勝春
- 有馬記念スターター
  - 鈴木康弘（一般社団法人日本調教師会名誉会長、ドラマ内の馬事考証も担当[9]）
- 有馬記念実況
  - 杉本清（元民放アナウンサー、別名で実況を担当[10]）

## おもなゲスト
- 岩田夫人 ‐ 梅沢昌代
- 喜多静雄 ‐ 田口主将

「鳳証券」社長。
- 清水谷正彦 - 上杉祥三

「鳳証券」重役。
- 丸山啓二 ‐ 花王おさむ
- 井沢正史 ‐ 松澤一之

「ジャパンアクアシステム」社長。
- 上畑社長 ‐ 伴大介
- 後藤達彦 ‐ 堀内正美
- 笠原直道 ‐ 高川裕也

木川の弟子の調教師。

## スタッフ
- 原作 - 小林慧
- 脚本 - 長川千佳子
- 音楽 - 小林洋平
- 主題歌 - Takamiy「青空を信じているか?」
- 演出 - 本木一博、堀切園健太郎
- 制作統括 - 松平忠久、高橋練
- 共同制作 - NHKエンタープライズ
- 制作・著作 - NHK

## 放送日程
| 各回                                                      | 放送日         | サブタイトル         | 演出         | 視聴率 |
| --------------------------------------------------------- | -------------- | -------------------- | ------------ | ------ |
| 第1回                                                     | 2010年08月28日 | 命の出会い           | 本木一博     | 5.0%   |
| 第2回                                                     | 2010年09月04日 | 夢を繋ぐ馬           | 本木一博     | 6.2%   |
| 第3回                                                     | 2010年09月11日 | それぞれのゲートイン | 堀切園健太郎 | 4.8%   |
| 第4回                                                     | 2010年09月18日 | 夢と希望の行方       | 堀切園健太郎 | 3.7%   |
| 第5回                                                     | 2010年09月25日 | 折れない心           | 堀切園健太郎 | 5.6%   |
| 最終回                                                    | 2010年10月02日 | 運命の最終コーナー   | 本木一博     | 4.8%   |
| 平均視聴率 5.0%（視聴率は関東地区・ビデオリサーチ社調べ） |                |                      |              |        |